# 昭阳街道 (邵武市)
昭阳街道，是中华人民共和国福建省南平市邵武市下辖的一个乡镇级行政单位。

## 行政区划
昭阳街道下辖以下地区：
公太社区、五一九社区、城丰社区、登云社区、古城社区、行春社区、华光社区、新建社区和大同社区。